# Jim Petersen
James Richard Petersen, detto Jim (Minneapolis, 22 febbraio 1962), è un ex cestista e allenatore di pallacanestro statunitense, professionista nella NBA.

## Carriera
È stato selezionato dagli Houston Rockets al terzo giro del Draft NBA 1984 (51ª scelta assoluta).

## Palmarès
- McDonald's All-American Game (1980)